# Noortje Chevalier-Beltman
Eleonora Louise Virgenie (Noortje) Chevalier-Beltman (Amersfoort, 28 januari 1945) is een Nederlands politicus van de VVD.
Ze heeft in Leiden rechten gestudeerd en was fractievoorzitter (1986-1990) en vervolgens wethouder (1990-1994) in Blaricum voordat ze in 1996 benoemd werd tot burgemeester van de Zuid-Hollandse gemeente Bergschenhoek. In de periode van december 2003 tot april 2004 werd ze voor 4 maanden tijdelijk vervangen door Doede Kok vanwege gezondheidsproblemen. Vervolgens was ze weer volop aan het werk, maar moest wederom wegens gezondheidsproblemen in mei 2006 afhaken; hierna ging zij vervroegd met pensioen. Omdat Bergschenhoek op 1 januari 2007 zou opgaan in de gemeente Lansingerland werd er een waarnemer benoemd, Trix van der Kluit-de Groot.